# Symphodus bailloni
Symphodus bailloni  (Valenciennes, 1839) è un pesce di acqua salata appartenente alla famiglia Labridae.

## Distribuzione e habitat
È diffuso nell'oceano Atlantico dell'est, nel mare del Nord e a sud fino alla Mauritania; nel mar Mediterraneo è presente in particolare lungo la costa sud della Spagna e dalle isole Baleari. Ne è anche stata segnalata una popolazione stabile lungo la costa turca del mar Nero. Vive a basse profondità (meno di 50 m) e sembra prediligere fondali rocciosi, praterie di fanerogame marine e zone dalla salinità meno elevata.

## Descrizione
Il corpo è compresso lateralmente e raggiunge una lunghezza massima di 20 cm; la testa ha un profilo appuntito. La colorazione è quella tipica del genere Symphodus, costituita da macchie irregolari in sfumature variabili di verde, rosso e marrone. I giovani e le femmine hanno una tonalità più vicina al marrone, mentre i maschi adulti tendono a colori più accesi e hanno delle striature arancioni sulla testa. È sempre presente una macchia nera sul peduncolo caudale.
Può essere confuso con Symphodus melops.

## Biologia

### Alimentazione
Si nutre di invertebrati bentonici come policheti, granchi e gasteropodi.

### Riproduzione
Le uova vengono deposte in un nido costruito dal maschio, che fa la guardia fino alla schiusa.

## Pesca
Viene occasionalmente catturato con nasse, reti a strascico, tramagli, lenze e palangari, ma non è particolarmente ricercato; viene utilizzato principalmente nelle zuppe.

## Conservazione
La lista rossa IUCN classifica S. bailloni come "a rischio minimo" (LC) anche se non è una specie comune perché non sono note particolari minacce per le sue popolazioni.